# 徐源泉
徐源泉（1886年—1960年11月11日）又名徐克诚，字继绩，号客塵，湖北省黄州府黄冈县倉埠鎮（今属新洲）人，中华民国军事将领。

## 生平

### 張宗昌手下
徐源泉先後从湖北武備学堂、南京陸軍第四中学毕业後加入驻南京的新军。辛亥革命爆發後，回到家鄉參加革命派，任学生隊隊長。中華民国南京臨時政府成立，徐源泉赴上海任光復軍参謀，後升任光復軍騎兵團團附兼步兵第1團團長。
1913年（民国2年），徐源泉調任江蘇陸軍補助教育團主任編輯。此後到新疆省，任新疆都督府参謀官。其後到山東省追随土匪出身的军阀张宗昌，在其指挥的第6混成旅当团附，并与其手下大将褚玉璞结为好友。1918年（民国7年）任陸軍第6混成旅的營長，後升任團長。1921年，张宗昌在彻底变成光杆司令后，决定去投奔东北军阀张作霖，随行中即包括徐源泉和褚玉璞等。到东北后，张作霖一开始只交给张宗昌一个营，但张宗昌平定了吉林军阀高士傧之乱，通过补充俘虏和逃入东北的白俄军队，其势力一下子膨胀到万余人。1924年（民国13年）冬，第二次直奉戰争中，张宗昌又收编了直系军阀吴佩孚的四个旅，使其实力增长到10万人枪，张作霖封张宗昌为山东军务督办兼第二方面军总指挥、封褚玉璞为直隶军务督办兼第七方面军总指挥，徐源泉也跟着历任第5旅旅長、第23師師長、第二方面军第六军副军长。1926年（民国15年）10月，獲授陸軍中将、克威将軍。1927年7月，獲一等文虎章，1927年8月任直隷省軍務幫辦，被視爲奉系有實力的將領。

### 易幟国民革命軍
在国民革命軍二次北伐時，第二、七方面军连吃败仗，被迫放弃山东向山海关撤退。在天津至冀东的第二、七方面军余部只剩两个军，加上孙殿英的一个军，总兵力5万余人。大部分人不愿意追随张宗昌去关外投奔张作霖，于是在湖北人罗荣衮的帮助下，联络上了正在蒋介石第一集团军当参谋长的湖北人何成濬，1928年6月将部队改编为国民革命军第一集团军第六军团，徐任总指挥。为了跟张宗昌彻底一刀两断，罗荣衮在没有和人商议的情况下，在反正通电上加入了声讨张宗昌、诸玉璞的文字。1928年年10月，全国大裁軍，五万人的第六军团被缩编为第48師，下辖3个旅6个团一万人，徐任師長。三个旅长分别为徐继武、张振汉和韩昌俊。第48师被调往皖北、九江整训。1929年4月蒋系打垮新桂系夺取武汉后，新任湖北省政府主席何成濬把第48师当作自己的嫡系力量，调往鄂北与冯玉祥的军队对峙。徐源泉第48师与夏斗寅第13师对鄂东北地区开展游击战争的徐向前指挥的红31师搞了一次“徐夏会剿”，但由于红军实现打了就跑的战术，所以双方都没有多少伤亡。1930年蒋冯中原大战爆发前，第48师被调往平汉线前线与冯玉祥西北军对峙。考虑到该部是杂牌部队，为了提高其作战积极性，1929年（民国18年）11月，獲陸軍上将銜；1929年12月蒋介石特批将其所部扩编为國民革命軍第十軍（只辖第48师），徐源泉兼任军长。徐源泉作战上保存实力，部队发展上利用各种空子，将西北军俘虏收编为两个补充团，同时又收编两支地方部队，分别扩编为新2旅（旅长刘培绪）、新3旅（旅长徐德佐），各辖两个团，第十军发展到一师五旅十二团的规模。1930年（民国19年）夏，被任命為討逆軍第3軍團左路司令。后扩编为第16路军總指揮、平漢路右翼軍第1縱隊指揮官，為蒋介石方面的勝利作出貢献。
中原大战结束后，第十军调回湖北继续围剿红军。1930年底，第48师曾出兵配合萧之楚第44师攻占黄安县城。红二军团主力南征失利后转移到湘鄂边，第十军趁机进攻空虚的洪湖苏区，给留守红军造成了不小损失，贺龙被迫率红三军主力撤出湘鄂边，退往鄂西北。为嘉奖徐源泉围剿红军战功，1931年5月第48师被允许抽出一个旅与两个补充团合编为第41师，由徐源泉的老部下张振汉任师长。1931年7月，鄂豫皖苏区红四军主力大举南下蕲、黄、广地区，时值长江特大洪水，徐源泉率部乘船前去增援，派出两个旅袭占洗马畈，企图截断红军退路，结果遭红军主力包围，伤亡1200余人，后红军因后方有事主动撤退，这两个旅才得幸免。由于灾区疫情流行，全军减员较大，第十军休整半年。
1932年初，蒋介石决定先剪除洪湖、大别山两大苏区，再对江西苏区动手，于是任命徐源泉为鄂豫皖三省剿总副司令兼前敌总指挥，指挥包括第41、48师、新3旅及第34、44、82师和独37旅（原新2旅）等杂牌部队共计10万人马，全力进攻洪湖苏区。徐源泉为了争得湖北省主席的宝座，也决定放开手脚大干，把自己的老本钱全部投进去了。1932年3月7日，洪湖红三军首先发起攻击，红9师师长段德昌在湖北天门全歼第48师144旅，俘虏徐源泉老部下韩昌俊。随后，徐源泉以第44师与第十军的两个旅，分两路向红军纵深据点瓦庙集挺进，并成功牵制住红三军主力。双方激战七昼夜，最终红军因弹药缺乏不得不退出战场。此战中，第41师123旅旅长黄新（后改名黄百韬）因负伤后死战不下火线，而被徐源泉通报表扬。1932年（民国21年）5月，徐源泉任湖北全省清郷督辦。徐源泉采取稳扎稳打逐步推进的战术，红三军战术以分兵把守有限反击，到1932年夏，洪湖苏区根据地被逐渐压缩至襄河以南的狭小区域。1932年8月18日，徐源泉依旧以第48师为主力，对洪湖苏区发起最后攻势，激战到八月底，包括省军区总部、红大二分校在内的洪湖苏区首府周老嘴失守，红三军主力被迫向北突围。徐源泉宣称俘红8师师长鲁易以下1350人、缴获步枪970支。还俘虏了红9师师长段德昌的母亲、发妻、妹妹、2个女儿和儿子段传新。徐源泉见年仅9岁的段传新聪明可爱，便收在身边当娃娃兵养。为表彰徐源泉攻陷洪湖苏区，蒋介石把湖北省沔阳县改名为克诚县。
徐源泉从第41、48师各抽出一个旅，再加上新3旅及数个湖北保安团，进剿湘鄂边的贺龙红三军。交战近一年，迫使红军退往黔东。
1933年6月，升任豫鄂皖剿匪總部左路軍總司令。
1934年10月下旬，长征先锋的红六军团与贺龙的红三军会合后，为掩护中央红军主力长征，大张旗鼓地反攻湘西。短时间内便摧毁湘西军阀陈渠珍主力，迅速恢复湘鄂边根据地，并一度东征围困常德。徐源泉新调集部队，联手湖南省政府何鍵围剿红二、六军团。1935年（民国24年）2月，徐任鄂湘川剿匪總司令。1935年4月，獲授陸軍二級上将。红二、六军团认为湘军战斗力较强，决定专打鄂军。1935年夏，徐源泉指挥的第58师和85师，先后在陈家河与板栗园战斗中被红军歼灭，徐源泉的起家嫡系第41师在忠堡战斗中被歼灭师部和一个旅，老部下张振汉被红军生俘。忠堡战斗后，徐源泉为保存实力，便不再与红二、六军团积极作战，湘军和中央军成为围剿红二、六军团的主角。1935年11月徐當選中国国民党第5屆中央執行委員。1936年2月，第41、48分别被调往湖南涪陵、贵州遵义驻扎；新3旅脱离第十军建制，与其他部队在鄂西被合编为第94师，由朱怀冰任师长。
1937年（民国26年）1月，徐任第1預備軍總司令，1937年6月任川康軍事整理委員会委員。

### 抗日戰争、晩年
抗日戰争爆發後的1937年（民国26年）8月，調任第4預備軍副司令官，9月任第2軍團軍團長。翌年1月，任第26集團軍總司令兼抗日戰争第八戰区副司令長官，參加南京战役、武漢会戰。武漢会戰之際，奉命驻扎安徽太湖、潜山、六安一带抗击日军，配合新桂系在安徽创建根据地，归第五战区指挥。徐源泉利用武汉会战失利之机，擅自撤退把第十军带回湖北老家。蒋介石、李宗仁激怒，一度被羈押在西安。经何成浚援救保住了性命獲釋，但失去军权。第十军番号被裁撤，第41、48师被缩编为第41师，由徐源泉老部下丁治磐担任师长。1946年12月宿北战役中，整编第69师所属整编第41旅被包围，折损一半兵力成功单独杀出重围。由于整69师覆灭，整41旅改隶属重建的整编第51师，在华东战场的苏中等二线战场与解放军地方部队作战，1949年4月渡江战役在三江营至申港段长江防线担任防御任务时，第41师被歼灭。
1939年（民国28年）5月，徐任軍事参議院参議。1945年（民国34年）5月，當選中國国民党第6屆中央執行委員。1947年7月退役。1948年（民国37年），任立法院立法委員。第二次国共内戰末期，任华中军政长官公署副長官、中國国民党湖北省党部主任委員。後隨中華民國政府退守台湾，繼續任立法委員，並且還任湖北同鄉会理事長。
1960年（民国49年）11月11日，因脑溢血在台北市逝世，享年75岁。

## 家族
- 儿子：徐均文
- 儿子：徐均武
- 女儿：徐明